# Kenny Rogers
Kenneth Donald Rogers (Houston, Texas; 21 de agosto de 1938-Sandy Springs, Georgia; 20 de marzo de 2020), conocido como Kenny Rogers, fue un cantautor y actor estadounidense, considerado una leyenda de la música country. Vendió más de 100 millones de discos en Estados Unidos, de los cuales obtuvo veinticuatro números uno, y más de cincuenta canciones en el Top 40 Country, además de tres Premios Grammy.

## Biografía
Kenny Rogers fue el cuarto de los siete hijos concebidos por Edward Floyd Rogers, un carpintero, y su esposa Lucille, enfermera. Rogers se graduó en la Jefferson Davis High School, en Houston. Según su acta de nacimiento, su segundo nombre era Ray y a veces aparece en los créditos como Kenneth Ray Rogers.
Se crio en uno de los sectores más pobres de la ciudad de Houston, y comenzó en el mundo de la música con veinte años, tocando temas de otros cantantes de la época. Tuvo la influencia de varios músicos de la música country y soul, tales como Nat King Cole, Charlie Daniels, Arthur Alexander y Chuck Berry. Fue miembro del grupo de jazz The Bobby Doyle Three con los que realizó diferentes actuaciones nocturnas en clubs de jazz; junto a The Doyle Three realizó algunas grabaciones hasta su disolución en 1965. Un año después, en 1966, se unió al grupo New Christy Minstrels como vocalista, y realizó colaboraciones con otros artistas. El grupo se disolvió en 1967 para crear The First Edition, que fue renombrado como Kenny Rogers and The First Edition, con el que Rogers creó varios éxitos pop y country. El grupo Kenny Rogers and The First Edition se disolvió en 1976, año en el que inició su carrera en solitario.
En 1977, logró un gran éxito en todo Estados Unidos con su sencillo Lucille, que arrasó en las listas de country siendo el número 1 y también en las listas de música pop. Otro de sus grandes éxitos en el country es el tema Coward of the County. La canción El Jugador (The Gambler) creada en 1976 por Don Schlitz, inspiró y fue el tema principal de la película El Jugador en la que el cantante fue el protagonista en 1978, ha sido además tema central de numerosas películas y anuncios promocionales de televisión. Dicho tema ha sido interpretado por Bobby Bare y Johnny Cash, sin embargo, fue Rogers quien en 1978 la convirtió en uno de los temas más conocidos de su repertorio musical, en 1980 obtuvo el Grammy al mejor vocalista por la interpretación de aquel tema.
En 1979, su balada romántica She believes in me lo consagra ya no solo como un cantante country, sino como un sólido intérprete romántico en las listas del mundo entero. En 1980 con Lady, canción escrita por Lionel Richie, no solo obtiene la fama mundial, sino la confirmación de ser una gran estrella de la música ocupando los primeros puestos de las listas del Billboard Magazine, Hot 100, Adulto Contemporáneo y Top Soul además ganó un premio Grammy.
Con la canción Islands in the stream (1983) compuesta por los Bee Gees, dirigida inicialmente para el cantante Marvin Gaye, fue adaptada al country que interpretaron Rogers y Dolly Parton en los años 80. Se han vendido más de ochocientos mil copias digitales en los Estados Unidos, más las versiones realizadas por los dúos Barry Manilow y Reba McEntire, Kylie Minogue y Jake Shears, o Shawn Mendes y Miley Cyrus entre otros intérpretes incluida la conocida versión de los Bee Gees.
Formó parte del grupo USA for Africa, cantó la famosa canción We Are The World en 1985.
Fue incluido en el Salón de la Fama de la Música Country en 2013 por su característica voz ronca.
Aquejado de diferentes problemas de salud que le afectaron a la movilidad, en el año 2015 anunció su retiro de los escenarios, tras seis décadas dedicadas a la música, para dedicar más tiempo a su familia. Tras el anuncio de la retirada el 21 de julio de 2017, inició una gira de despedida por Estados Unidos compuesta por dieciocho conciertos.
Sú último concierto fue en el Bridgestone Arena de Nashville el 25 de octubre de 2017 con artistas invitados como Lionel Richie, Lee Greenwood, Justin Moore, Kris Kristofferson, Reba McEntire, entre otros, y la participación especial de su amiga de mucho tiempo Dolly Parton.
El último show de Kenny Rogers fue en Toledo, Ohio, en el Huntington Center, con entradas agotadas.

## Fallecimiento
Falleció por causas naturales a los ochenta y un años el viernes 20 de marzo de 2020 por la noche en su domicilio de Sandy Springs (Georgia) donde recibía cuidados paliativos. La noticia fue dada a conocer por su agente Keith Hagan.

## Discografía
- Love Lifted Me (1976)
- Kenny Rogers (1976)
- Daytime Friends (1977)
- Every Time Two Fools Collide (junto a Dottie West) (1978)
- Love or Something Like It (1978)
- The Gambler (1978)
- Classics (with Dottie West) (1979)
- Kenny (1979)
- Gideon (1980)
- Share Your Love (1981)
- Christmas (1981)
- Love Will Turn You Around (1982)
- We've Got Tonight (1983)
- Eyes That See in the Dark (1983)
- What About Me? (1984)
- Once Upon a Christmas (junto a Dolly Parton) (1984)
- The Heart of the Matter (1985)
- They Don't Make Them Like They Used To (1986)
- I Prefer the Moonlight (1987)
- Something Inside So Strong (1989)
- Christmas in America (1989)
- Love Is Strange (1990)
- Back Home Again (1991)
- If Only My Heart Had a Voice (1993)
- Timepiece (junto a David Foster) (1994)
- Vote for Love (1996)
- The Gift (1996)
- Across My Heart (1997)
- Christmas from the Heart (1998)
- She Rides Wild Horses (1999)
- There You Go Again (2000)
- Back to the Well (2003)
- Water & Bridges (2006)
- The Love of God (2011)
- You Can't Make Old Friends (2013)
- Once Again It's Christmas (2015)
- Life Is Like a Song (2023)